# Миљан Пуповић
Миљан Пуповић (Загреб, 4. фебруар 1983) је бивши српски кошаркаш. Играо је на позицијама крилног центра и центра.

## Каријера
Пуповић је каријеру почео у Беобанци а наставио у НИС Војводини. Следи играње у Хемофарму који га је слао и на позајмицу у Лавове. Сезону 2005/06. је почео у Хемофарму али током сезоне прелази у ФМП и са њима осваја Јадранску лигу. Касније је током каријере променио доста клубова у иностранству.

## Успеси

### Клупски
- ФМП:
  - Јадранска лига (1) : 2005/06.
- Игокеа:
  - Куп Босне и Херцеговине (1) : 2007.
- Черно море Варна:
  - Куп Бугарске (1) : 2015.